# María Isabel Moreno

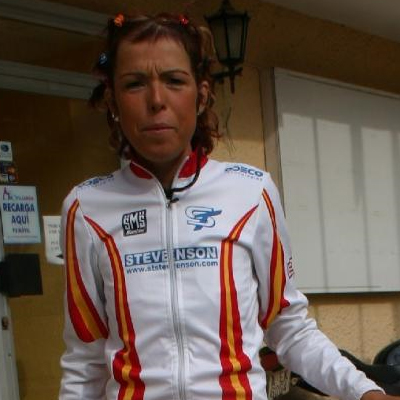
María Isabel Moreno

María Isabel Moreno Allué, auch Maribel Moreno, (* 2. Januar 1981 in Ribes de Freser, Girona) ist eine ehemalige spanische Radrennfahrerin.

## Radsport-Laufbahn
2001 gewann María Isabel Moreno den GP Tolosa und wurde Dritte der nationalen Straßenmeisterschaft. 2002 gewann sie den GP Pavie. 2003 wurde sie Nachwuchs-Europameisterin im Straßenrennen, EM-Dritte im Einzelzeitfahren und Dritte der spanischen Meisterschaft. Dreimal – 2005, 2006 und 2007 – wurde María Isabel Moreno in Folge spanische Meisterin im Straßenrennen, 2007 zudem nationale Meisterin im Einzelzeitfahren. Ebenfalls 2007 gewann sie die Tour Cycliste Féminin International de l’Ardèche und wurde Dritte des Giro d’Italia Femminile.

## Doping
Am 31. Juli 2008 wurde María Isabel Moreno bei einer Trainingskontrolle vor den Olympischen Spielen in Peking positiv auf Doping mit Epo getestet, von den Spielen ausgeschlossen und für zwei Jahre – bis Mitte Januar 2011 – gesperrt. Offenbar ist sie nach Ablauf ihrer Sperre nicht in den Radsport zurückgekehrt.